# Alejandro Enrique de Schleswig-Holstein-Sonderburg
Alejandro Enrique de Schleswig-Holstein-Sonderburg (12 de septiembre de 1608, Löhne, Sacro Imperio Romano Germánico-5 de septiembre de 1667, Tovačov, Reino de Bohemia) fue un noble alemán del siglo XVII. Fue el fundador de la llamada "línea silesia" o "católica" de los duques de Schleswig-Holstein-Sonderburg. Alejandro Enrique entró al servicio imperial durante la Guerra de los Treinta Años y se convirtió al catolicismo.

## Biografía
Príncipe danés de la línea Sonderburg, hijo de Alejandro de Schleswig-Holstein-Sonderburg y Dorotea de Schwarzburg-Sonderhausen.
Recibió solo un Diputado anual de 1000 Rdl., mientras que el Hermano mayor, Hans Christian, retuvo a Lenet indiviso. Se casó en el año 1643 con Dorothea
Cathrine, Hija del Sacerdote, Provst Etzard Heshus de Westfalia, quien había sido el Sacerdote de su Padre en la finca Beck y desde allí lo había seguido hasta Sønderborg (muerto en 1635). 
AH entró en la Guerra Imperial en la Guerra Imperial y se convirtió en católico; se instaló en Silesia y Moravia. Bajo las dificultades del hijo de su hermano en Sonderborg, Christian Adolf, que surgió después de la guerra con Carl Gustav, participó con los hermanos en los esfuerzos para obtener sus diputados por cobrar, lo que condujo a la bancarrota y participación del pequeño ducado bajo la corona. Se llama a sí mismo en este apartamento, coronel imperial y gubernator en Hradisch, Moravia. 
Murió al mismo tiempo que la Expulsión de la familia de su ciudad ancestral (otoño de
1667). De sus tres hijos sobrevivientes, uno cayó en el servicio imperial, mientras que los otros dos eligieron la carrera eclesiástica; Ferdinand Leopold fue el Rector Magnífico  en 1670 en la Universidad de Viena. Con ellos, esta línea llamada silesia o católica se extinguió .

## Descendencia
Él y Dorotea tuvieron 9 hijos:
- Dorothea (1645-1650)
- Ferdinand Leopold ( 27 de septiembre de 1647 - agosto de 1702 ) Decano de Breslau Kannik en Olmütz
- Augusta (1649-1672)
- Marie Sybille ( 2. Abril 1650 - 1714 ); casado 1683 con Ferdinand Octavien Conde de Wirmberg (1650-1695)
- Alexander Rudolf ( 23 de agosto de 1651 - 2 de mayo de 1737 en Olmütz )
- Georg Christian ( 31 de diciembre de 1653 - Caído en la batalla de Salankemen, 19 de agosto de 1691 )
- Eleonore (1655-1655)
- Leopoldo (1657-1658)
- Marie Eleonore Charlotte ( 10 de octubre de 1659 - 17 de julio de 1697 ); casado con Fernando Julio de Salm (1650-1697)

- Datos: Q18578184
- Multimedia: Alexander Henry, Duke of Schleswig-Holstein-Sonderburg / Q18578184